# Last Night in the Bittersweet
| Совокупная оценка | Совокупная оценка |
| Источник          | Оценка            |
| ----------------- | ----------------- |
| Metacritic        | 84/100            |
| Оценки критиков   |                   |
| Источник          | Оценка            |
| The Arts Desk     | [ 2 ]             |
| Clash             | 8/10              |
| Evening Standard  | [ 4 ]             |
| The Irish Times   | [ 5 ]             |
| The Skinny        | [ 6 ]             |
| The Times         | [ 7 ]             |

Last Night in the Bittersweet — четвёртый студийный альбом шотландского певца и автора-исполнителя Паоло Нутини, вышедший 1 июля 2022 года на лейбле Atlantic Records. Продюсерами были сам Нутини, а также Gavin Fitzjohn и Dani Castelar. Автором или соавтором всех песен также выступил сам Нутини, а соавтором первого трека обозначен кинорежиссёр Квентин Тарантино.
Last Night in the Bittersweet стал первым релизом Нутини за прошедшие восемь лет, вслед за третьим студийным альбомом Caustic Love (2014).
Альбом возглавил хит-парады Великобритании, Голландии и Ирландии.

## Об альбоме
Last Night in the Bittersweet стал первым релизом Нутини за прошедшие восемь лет, вслед за третьим студийным альбомом Caustic Love (2014).
Последними живыми выступлениями были несколько концертов в Южной Америке в 2017 году. Музыкант не давал никаких интервью для продвижения четвертого альбома.

## Композиция
Новый альбом длится 72 минуты и включает в себя разнообразные композиции, от изысканной семиминутной баллады «Take Me Take Mine» до ледяного, энергичного краутрока в «Lose It» и расшатанного поп-панка в «Petrified in Love», быстрого и запоминающегося инди-попа «Desperation», а неторопливого соула в «Through the Echoes» и «Radio».

## Отзывы
Last Night in Bittersweet получил 84 балла из 100 на агрегаторе рецензий Metacritic на основании отзывов четырех критиков, что указывает на «всеобщее признание».
По мнению обозревателя газеты Evening Standard отдельные композиции альбома настолько высокого качества, что уже звучат вне времени. Критик Лорен Мерфи из газеты The Irish Times посчитала, что альбом «…слишком длинный и слишком музыкально несвязный, чтобы его можно было запомнить. Тем не менее, каким-то образом, Нутини, несмотря на риск, наделяет эти песни медлительным обаянием».

## Коммерческий успех
Альбом дебютировал на пером месте в британском официальном хит-параде UK Albums Chart в выпуске от 8 июля 2022 года, а к середине недели его продажи превзошли альбом под номером два в соотношении 4:1. Это третий подряд альбом Нутини, достигший вершины основного чарта Соединённого Королевства.

## Список треков
| №                   | Название                     | Автор(ы)                                                  | Длительность |
| ------------------- | ---------------------------- | --------------------------------------------------------- | ------------ |
| 1.                  | «Afterneath»                 | Paolo Nutini Gavin Fitzjohn John Blease Квентин Тарантино | 4:05         |
| 2.                  | «Radio»                      | Nutini Matty Benbrook                                     | 4:22         |
| 3.                  | «Through the Echoes»         | Nutini                                                    | 3:41         |
| 4.                  | «Acid Eyes»                  | Nutini Dani Castelar                                      | 4:33         |
| 5.                  | «Stranded Words» (interlude) | Nutini Tom Herbert                                        | 2:31         |
| 6.                  | «Lose It»                    | Nutini Gavin Fitzjohn                                     | 5:30         |
| 7.                  | «Petrified in Love»          | Nutini Fitzjohn                                           | 3:53         |
| 8.                  | «Everywhere»                 | Nutini                                                    | 5:51         |
| 9.                  | «Abigail»                    | Nutini                                                    | 3:50         |
| 10.                 | «Children of the Stars»      | Nutini                                                    | 3:20         |
| 11.                 | «Heart Filled Up»            | Nutini                                                    | 5:17         |
| 12.                 | «Shine a Light»              | Nutini Thomas Seamus Simon                                | 5:56         |
| 13.                 | «Desperation»                | Nutini                                                    | 3:35         |
| 14.                 | «Julianne»                   | Nutini                                                    | 4:51         |
| 15.                 | «Take Me Take Mine»          | Nutini                                                    | 6:51         |
| 16.                 | «Writer»                     | Nutini                                                    | 4:01         |
| Общая длительность: | Общая длительность:          | Общая длительность:                                       | 72:07        |

## Чарты
| Чарт (2022)                       | Высшая позиция |
| --------------------------------- | -------------- |
| Австралия (Digital Albums, ARIA)  | 9              |
| Австралия (Physical Albums, ARIA) | 34             |
| Бельгия/Фландрия (Ultratop)       | 5              |
| Бельгия/Валлония (Ultratop)       | 33             |
| Нидерланды (Album Top 100)        | 1              |
| Германия (Offizielle Top 100)     | 13             |
| Венгрия (MAHASZ)                  | 8              |
| Ирландия (Irish Albums Chart)     | 1              |
| Италия (FIMI)                     | 17             |
| Шотландия (Scottish Albums Chart) | 1              |
| Швейцария (Schweizer Hitparade)   | 3              |
| Великобритания (UK Albums Chart)  | 1              |